# Distribució seminormal
En teoria i estadística de probabilitats, la distribució seminormal és un cas especial de la distribució normal plegada.
Deixar {\displaystyle X} segueix una distribució normal ordinària, {\displaystyle N(0,\sigma ^{2})}. Llavors, {\displaystyle Y=|X|} segueix una distribució mig normal. Així, la distribució seminormal és un plec a la mitjana d'una distribució normal ordinària amb mitjana zero.

## Propietats
Utilitzant el {\displaystyle \sigma } parametrització de la distribució normal, la funció de densitat de probabilitat (fdp) de la mitja normal ve donada per
{\displaystyle f_{Y}(y;\sigma )={\frac {\sqrt {2}}{\sigma {\sqrt {\pi }}}}\exp \left(-{\frac {y^{2}}{2\sigma ^{2}}}\right)\quad y\geq 0,}
{\displaystyle E[Y]=\mu ={\frac {\sigma {\sqrt {2}}}{\sqrt {\pi }}}}
La funció de distribució acumulada (FD) ve donada per
{\displaystyle F_{Y}(y;\sigma )=\int _{0}^{y}{\frac {1}{\sigma }}{\sqrt {\frac {2}{\pi }}}\,\exp \left(-{\frac {x^{2}}{2\sigma ^{2}}}\right)\,dx}

## Aplicacions
La distribució mitja normal s'utilitza habitualment com a distribució de probabilitat prèvia per als paràmetres de variància en aplicacions d'inferència bayesiana.